# Bamberg, Staatsbibliothek, Msc.Bibl.44
Die Handschrift Bamberg, Staatsbibliothek, Msc.Bibl.44 ist ein Kodex, der die älteste Abschrift des sogenannten Psalterium quadrupartitum Salomons III. von Konstanz enthält. Die Handschrift wurde im Jahr 909 im Auftrag Salomons im Kloster Sankt Gallen geschrieben. Sie wurde von Heinrich II. nach Bamberg gebracht, wo sie bis zur Säkularisation Teil der dortigen Dombibliothek war. Heute wird sie als Teil der Kaiser-Heinrich-Bibliothek in der Staatsbibliothek Bamberg aufbewahrt.

## Beschreibung

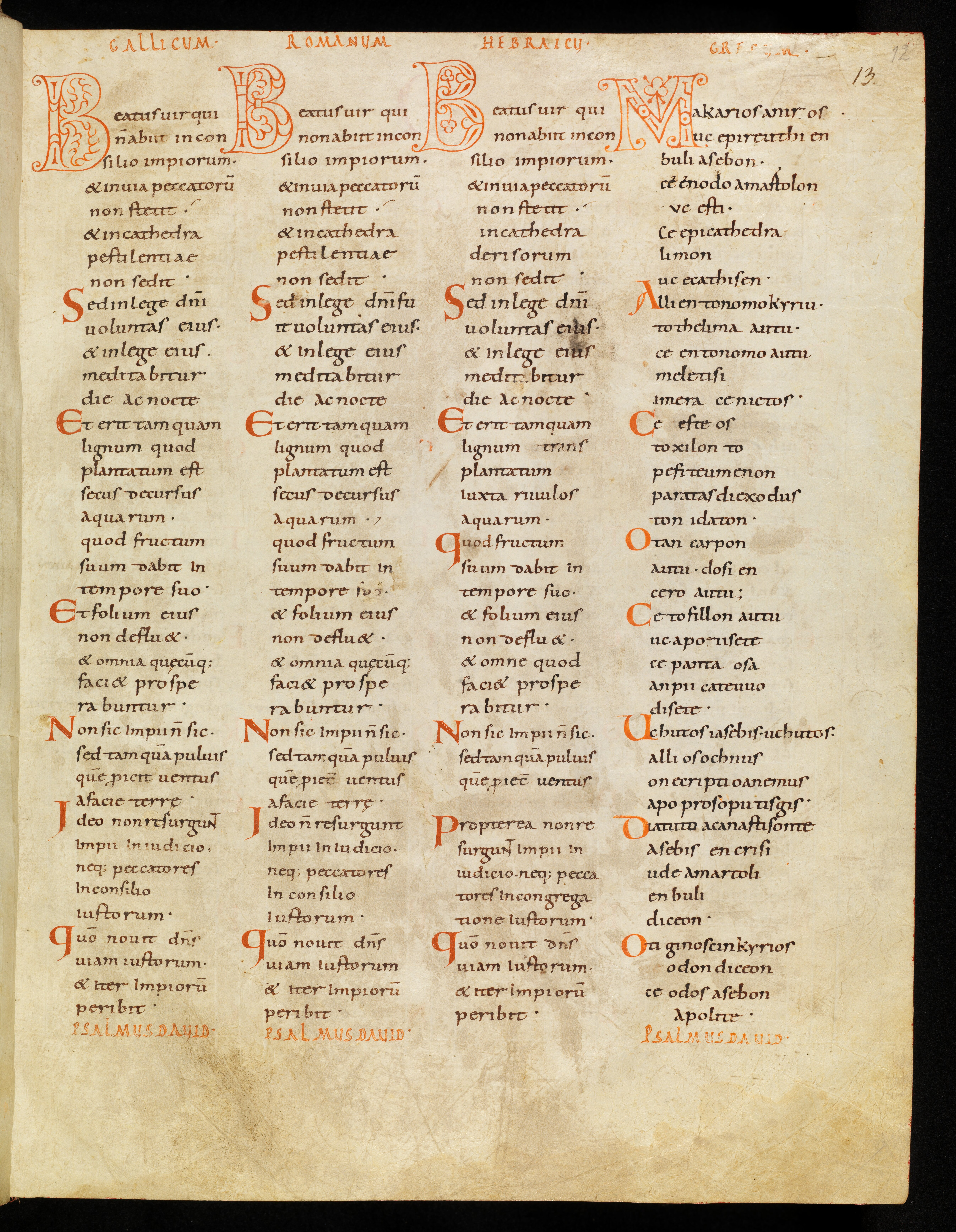
Bamberg, Staatsbibliothek, Msc.Bibl.44, fol. 12r: Beginn des Psalterium quadruplex.

Der Kodex misst 39,5 auf 31 cm und umfasst 168 Blatt Pergament; der Schriftspiegel des Psalterium misst 31,5 auf 26 cm mit vier Spalten. Der Einband stammt von 1611.
Die Schrift ist eine Karolingische Minuskel, deren paläographische Datierung zu der im Widmungsgedicht genannten Jahreszahl 909 passt. Hoffmann unterscheidet mindestens acht Schreiber: Der Hauptschreiber war ein Mönch aus dem Kloster Sankt Gallen, fünf weitere Hände eines nordwestdeutschen Skriptoriums verfassten im 10. Jahrhundert den Großteil der Zusätze, die jüngsten Zusätze aus dem späteren 11. Jahrhundert sind von zwei Schreibern, möglicherweise in Bamberg, geschrieben worden.
Der Buchschmuck ist eher schlicht und fehlt im letzten Drittel des Psalters ganz. Das Incipit, der Beginn der einzelnen Werke, die Überschriften der einzelnen Psalmen sowie teilweise Satz- und Zeilenbeginn sind durch insgesamt 47 große Rankeninitialen sowie zahlreiche einfachere rubrizierte Majuskeln von ein bis drei Zeilen Höhe markiert. Die Handschrift enthält zwei Federzeichnungen.

## Inhalt
Der Kodex enthält am Anfang zwei Briefe des Hieronymus, zwei ebenfalls von Hieronymus stammende Prologe zum Psalter, das Widmungsgedicht (fol. 10v-11r), drei fälschlich Papst Damasus zugeschriebene Gedichte. Das Psalterium quadrupartitum füllt Blatt 12 bis 150 und damit den Hauptteil des Kodex. Es folgen, teilweise als Nachtrag, verschiedene Gesänge, Hymnen, Gebete und Glaubensbekenntnisse. Darunter sind auch mehrere zweisprachig (lateinisch und griechisch) verfasste Texte, unter anderem ein Vaterunser, zwei Glaubensbekenntnisse und ein Te Deum.

## Überlieferungsgeschichtliche Bedeutung
Msc.Bibl.44 ist die älteste Abschrift des Psalterium quadrupartitum und wurde unter Aufsicht von dessen Verfasser Salomon III. von Konstanz angefertigt. Alle anderen erhaltenen Abschriften gehen nach Hoffmann und Berschin direkt oder indirekt auf das Bamberger Exemplar zurück, wobei das Kölner Exemplar nach Hoffmann im Bamberger Kloster Michelsberg geschrieben worden ist. Berschin kannte insgesamt neun Handschriften, Maria Tomadaki zählte deren zwölf, Hoffmann nannte ein Fragment einer weiteren Handschrift im Germanischen Nationalmuseum. Sechs dieser Handschriften sind vollständig, die anderen sind nur als Fragmente erhalten. In der Forschung ist teilweise umstritten, welche Fragmente einmal Teil der gleichen Handschrift waren und welche nicht.

## Besitzgeschichte
Die ältere Forschung vermutete, die Handschrift sei von Otto III. aus Sankt Gallen mitgenommen worden und dann beim Tod des Kaisers an Heinrich II. übergegangen. Für diese Hypothese gibt es aber keine Belege, und die Ergänzungen durch nordwestdeutsche Schreiber legen nahe, dass der Kodex zwischenzeitlich Teil einer anderen Bibliothek war, ehe er nach Bamberg gelangte. Dass dies auf Initiative Heinrichs II. geschah, ist nicht direkt belegt, aber sehr wahrscheinlich.